# Beretta Mx4
Produit depuis 2011, le pistolet mitrailleur Beretta MX4, destiné à succéder au Beretta M12, est un dérivé de la carabine semi-automatique Beretta Cx4 Storm

## Technique
Comme la  Cx4, le Mx4 fonctionne au moyen d'une culasse non calée. Réalisé en polymère et en alliage, il utilise un chargeur introduit dans sa poignée. Il possède une hausse basculante et un guidon protégés mais peut être équipé d'une lunette et divers accessoires grâce à des rails. Il est teint en noir.

## Données numériques
- Munitions : 9x19 mm OTAN/Luger
- Masse à vide : 2,48 kg
- Longueur : 	647 mm
- Canon :	312 mm
- Chargeurs : 30 cartouches
- Cadence de tir : environ 550-600 coups par minute
- Portée : 50-100 m

## Utilisateurs
- Inde : En février 2011, le ministère de l'intérieur indien a commandé 68 000 Beretta Mx4 devant être livrés dans les 12 mois[1].